# Чайка (електропоїзд)
«Чайка» — іменний електропоїзд ЕР9Т-730 моторвагонного депо  Одеса-Застава I (РПЧ-9) Одеської залізниці.

## Історія
Іменна назва електропоїзду присвоєна на честь відомого фірмового пасажирського поїзда «Чайка» № 60/59 сполученням Одеса — Харків.
Фахівці служби приміських пасажирських перевезень і моторвагонного депо Одеса-Застава I обрали для підготовки саме електропоїзд ЕР9Т-730, побудований у жовтні 1994 року на ризькому заводі «Rīgas Vagonbūves Rūpnīca».
З 2001 року електропоїзд курсував за маршрутом Одеса — Вінниця. Приблизно через 5-7 років маршрут електропоїзда був подовжений до станції Хмельницький, оскільки на Вінницю вже був призначений інший пасажирський поїзд. А незабаром електропоїзд припинив курсувати у міжобласному сполученні, тож нині електропоїзд «Чайка» — це звичайний приміський електропоїзд. Замість електропоїзда був призначений двогрупний пасажирський поїзд із сидячими вагонами (але були плацкарт та купе) у вигляді так званого регіонального експресу за маршрутом Одеса — Вінниця / Хмельницький, з розчепленням по станції Жмеринка, де потім вони роз'їжджалися за своїм напрямком, у зворотному напрямку до Одеси знову об'єднувався в єдиний склад.

## Напрямки курсування
Нині електропоїзд курсує з Одеси до залізничних станцій: Білгород-Дністровський, Вапнярка, Помічна.